# Compagnie des chemins de fer de Paris à Lyon et à la Méditerranée
Pour les articles homonymes, voir PLM.
La Compagnie des chemins de fer de Paris à Lyon et à la Méditerranée, communément désignée sous le nom de Paris-Lyon-Méditerranée ou son sigle PLM, est l'une des plus importantes compagnies ferroviaires privées françaises entre sa création en 1857 et sa nationalisation en 1938, lors de la création de la SNCF.
Desservant le sud-est de la France, et notamment la Côte d'Azur, la Provence, les Cévennes, et les Alpes, le PLM était la compagnie par excellence des départs en villégiature. La gare parisienne du PLM était la gare de Lyon.
Outre les lignes ferroviaires, la compagnie proposait également de nombreuses lignes desservies par des autocars et possédait des hôtels en lien avec ceux-ci. L'une de ces lignes était la route des Grandes Alpes, itinéraire touristique réalisable en plusieurs étapes promu par le Touring-Club de France et la compagnie du PLM.

## Histoire

### La naissance de la compagnie

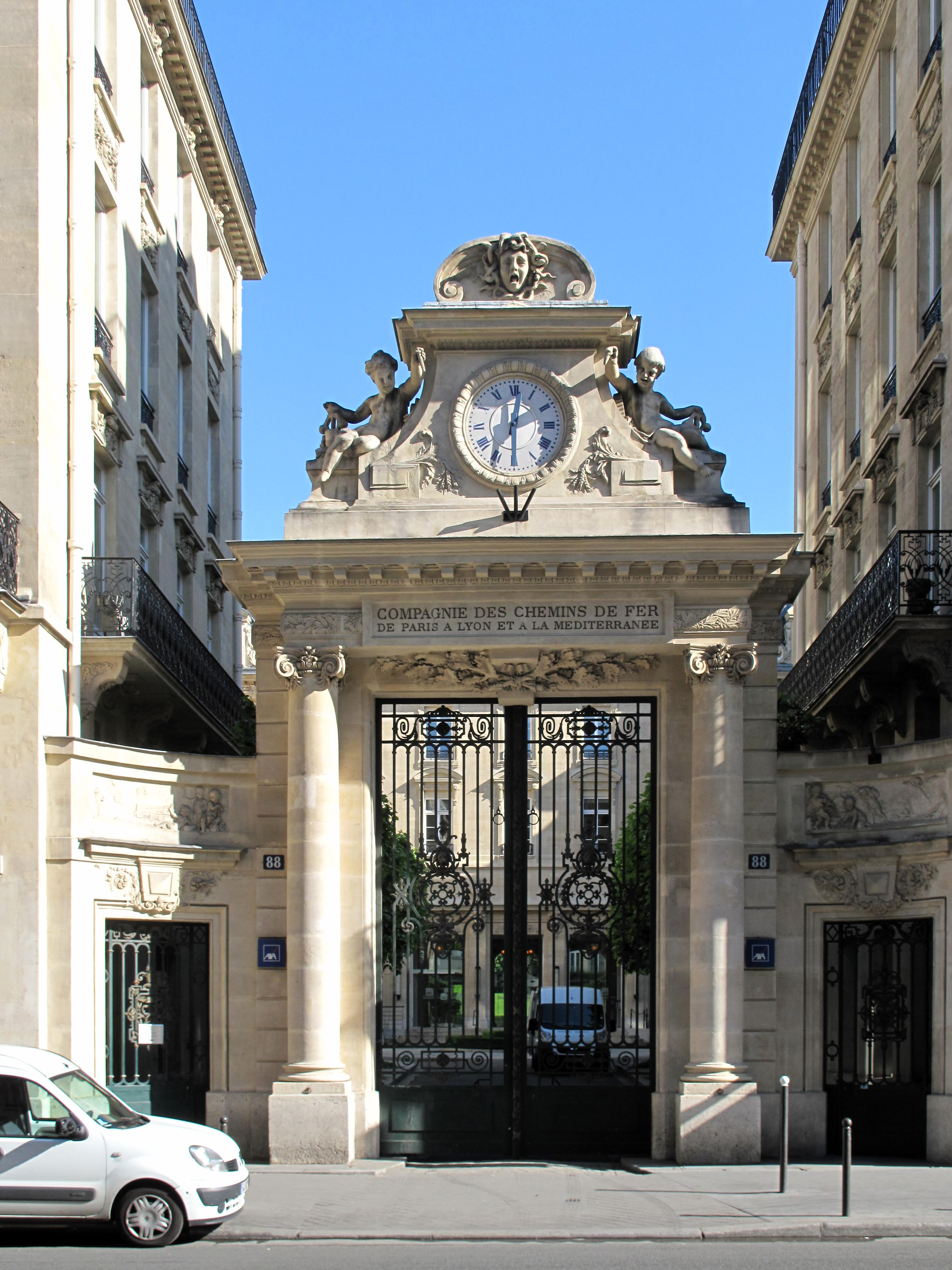
Bâtiment du PLM près de la gare Saint-Lazare, au 88, rue Saint-Lazare.

Les études du chemin de fer de Paris à Lyon et à Marseille commencent au début des années 1840. De nombreux projets sont élaborés, de nombreuses compagnies formées. En particulier, les frères Pereire, initiateurs du Paris-Saint Germain, et Paulin Talabot, polytechnicien de sensibilité saint-simonienne, sont les plus actifs. Ce dernier obtient la concession du premier tronçon, lié à la desserte de ses mines de la Grand-Combe, Conformément à la loi de 1833, c'est l’État qui fixe les tracés et attribue les concessions :
- le tronçon d'Avignon à Marseille, par Tarascon et Arles, est concédé en 1843 à la Compagnie du chemin de fer de Marseille à Avignon. Les travaux durent jusqu'en 1852 ;
- le tracé de Paris à Dijon est décidé en 1844 et concédé à la Compagnie du chemin de fer de Paris à Lyon. Il se prolonge en direction de Lyon. Chalon-sur-Saône est atteint en 1851. Lyon est atteint en 1854 et mis en service le 10 juillet 1854[3].

L'antériorité de l'activisme de Paulin Talabot explique la chronologie curieuse de la construction de la ligne. De plus, de nombreux intérêts menacés (navigation fluviale et activité de transbordement à toutes les ruptures de charges) font pression pour retarder le plus longtemps possible la réalisation du tronçon Paris-Lyon.
Le tracé et le profil général de la ligne de Paris à Lyon sont résumés dans un ouvrage de l’époque qui décrit les plans et profils détaillés des gares .
- le tronçon de Lyon à Avignon, avec embranchement sur Grenoble, est concédé en 1846 à la Compagnie du chemin de fer de Lyon à Avignon. Les travaux commencent en 1849 et sont achevés en 1856.

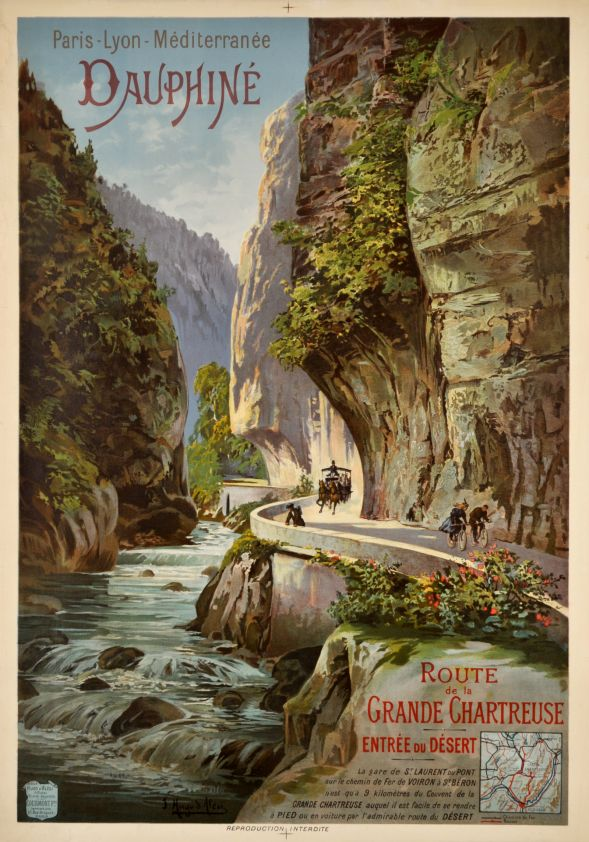
Affiche de la Compagnie des chemins de fer de Paris à Lyon et à la Méditerranée (P.L.M.) pour l'une de ses lignes d'autocars : « Dauphiné - Route de la Grande Chartreuse, entrée du Désert », 1895.

Des embranchements sont également concédés :
- de Dijon à Besançon par Dole, concédé le 12 février 1852 à la Compagnie du chemin de fer de Dijon à Besançon et prolongé jusqu’à Belfort en août 1853 ;
- de Lyon à la frontière de Genève, avec embranchement sur Bourg et Mâcon, concédé le 30 avril 1853 à la Compagnie du chemin de fer de Lyon à Genève ;
- de Laroche à Auxerre, concédé le 17 août 1853.

La ligne est presque terminée en 1855 sur son tracé de base : Paris – Lyon – Marseille. Elle est empruntée par Napoléon III, ce qui lui vaut le titre d’« artère impériale. »
Elle est alors partagée entre plusieurs compagnies qui finissent par fusionner en deux entités : 
- la Compagnie du chemin de fer de Lyon à la Méditerranée (LM) ;
- la Compagnie du chemin de fer de Paris à Lyon (PL).

Mais cette situation ne perdure pas : par des traités du 11 avril 1857, approuvés par un décret du 19 juin de la même année, les deux compagnies, ainsi que la Compagnie du chemin de fer de Lyon à Genève et une portion du Grand-Central, sont réunies et le PLM est créé le 3 juillet 1857, par Paulin Talabot qui en deviendra le directeur général de 1862 à 1882.
La principale entrave à cette fusion est la traversée du Rhône et de la Saône à Lyon. Les trains sont alors limités au nord à Vaise et au sud dans le quartier de La Mouche. Il faut d'âpres négociations avec les autorités locales, pour joindre par la presqu'île et le quartier de Perrache les deux tronçons.

### L'extension
- 10 avril 1863 : ouverture de la section Les Arcs – Cagnes-sur-Mer de la ligne de Marseille-Saint-Charles à Vintimille (frontière) (PLM).
- En 1863, une loi attribue au PLM l'exploitation de 1 287 km du réseau algérien (lignes Alger – Blida, Philippeville (Skikda) – Constantine, Oran – Saint-Denis-du-Sig (Sig)) qu'il conservera sous différents statuts jusqu'à la création, en décembre 1938, de la nouvelle administration des Chemins de fer algériens (CFA).
- le 27 septembre 1867 est promulguée la loi no 1530 qui reprend les divers accords et conventions pris lors de l'annexion du comté de Nice. La compagnie du chemin de fer Victor-Emmanuel cède à l'État français les sections construites ou à construire qui sont sur le territoire français, l'État les rétrocédant au PLM[5].

Parallèlement à son exploitation de la ligne impériale, le PLM commence en 1870 la construction de son réseau secondaire, avec des bâtiments typiques.

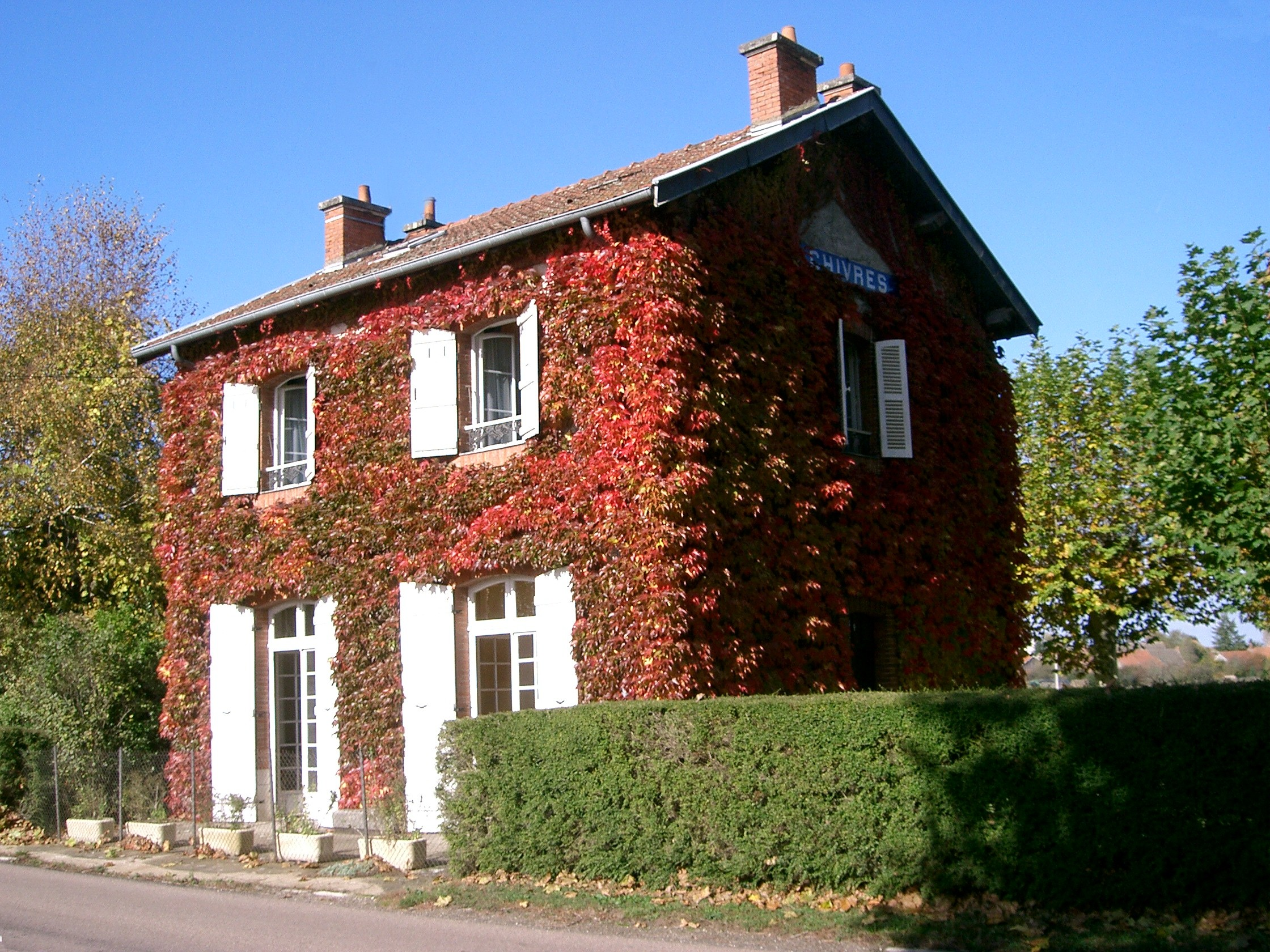
Ancienne petite gare PLM à Chivres (Côte-d'Or).

- Le 11 mars 1872, ouverture du premier tronçon de la ligne Nîmes-Le Vigan.
- En 1875, le PLM rachète plusieurs petites compagnies.
- En 1876, le PLM rachète la ligne Alès – Bessèges et désenclave l'Ardèche par la ligne Le Teil – Alès.
- En 1896, la gare de Lyon est reconstruite pour l'Exposition universelle de 1900 à Paris.

### LeXXesiècle

Carte du réseau de la compagnie en 1937, juste avant la création de la SNCF.

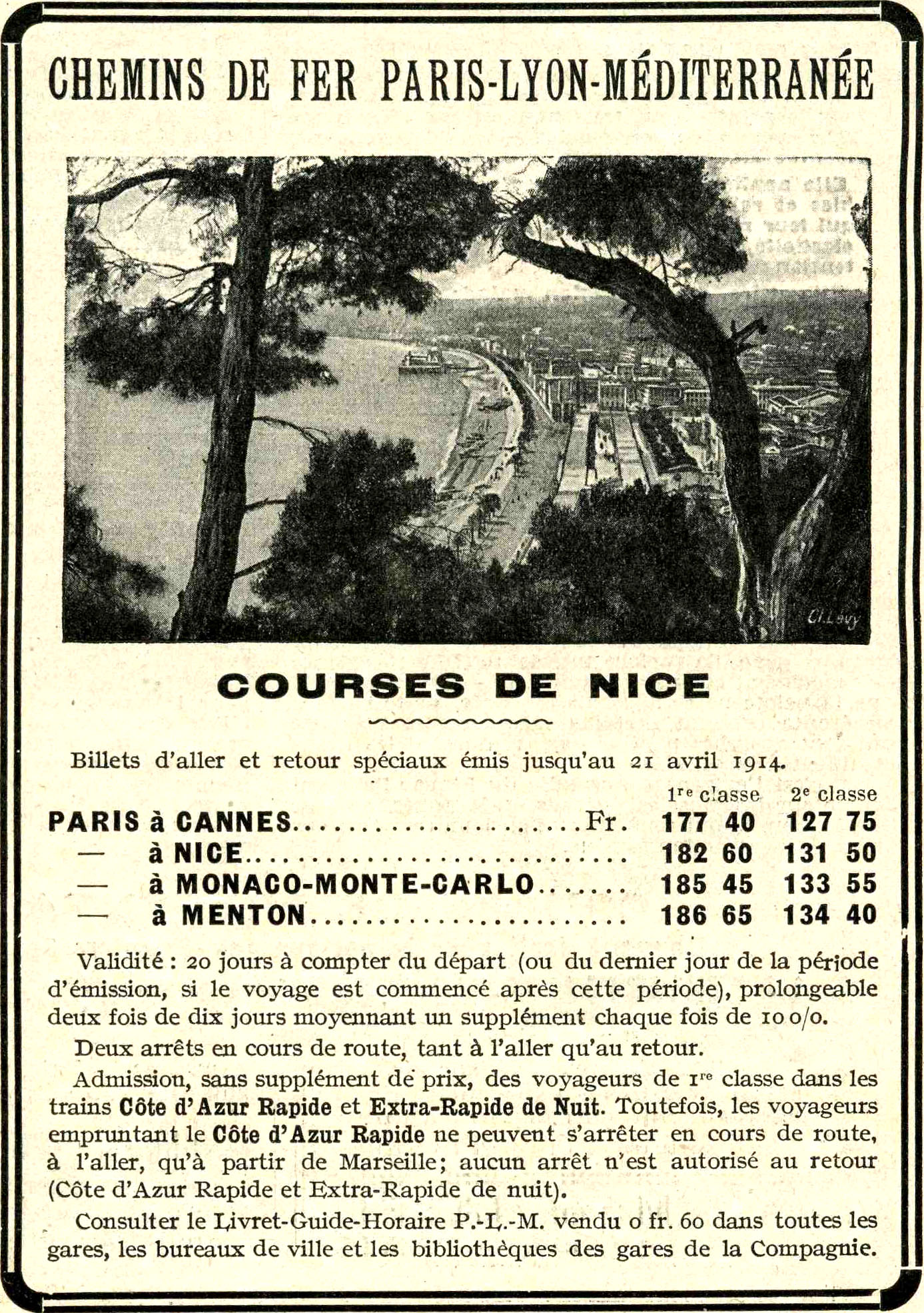
Publicité dans Le Miroir en 1914.

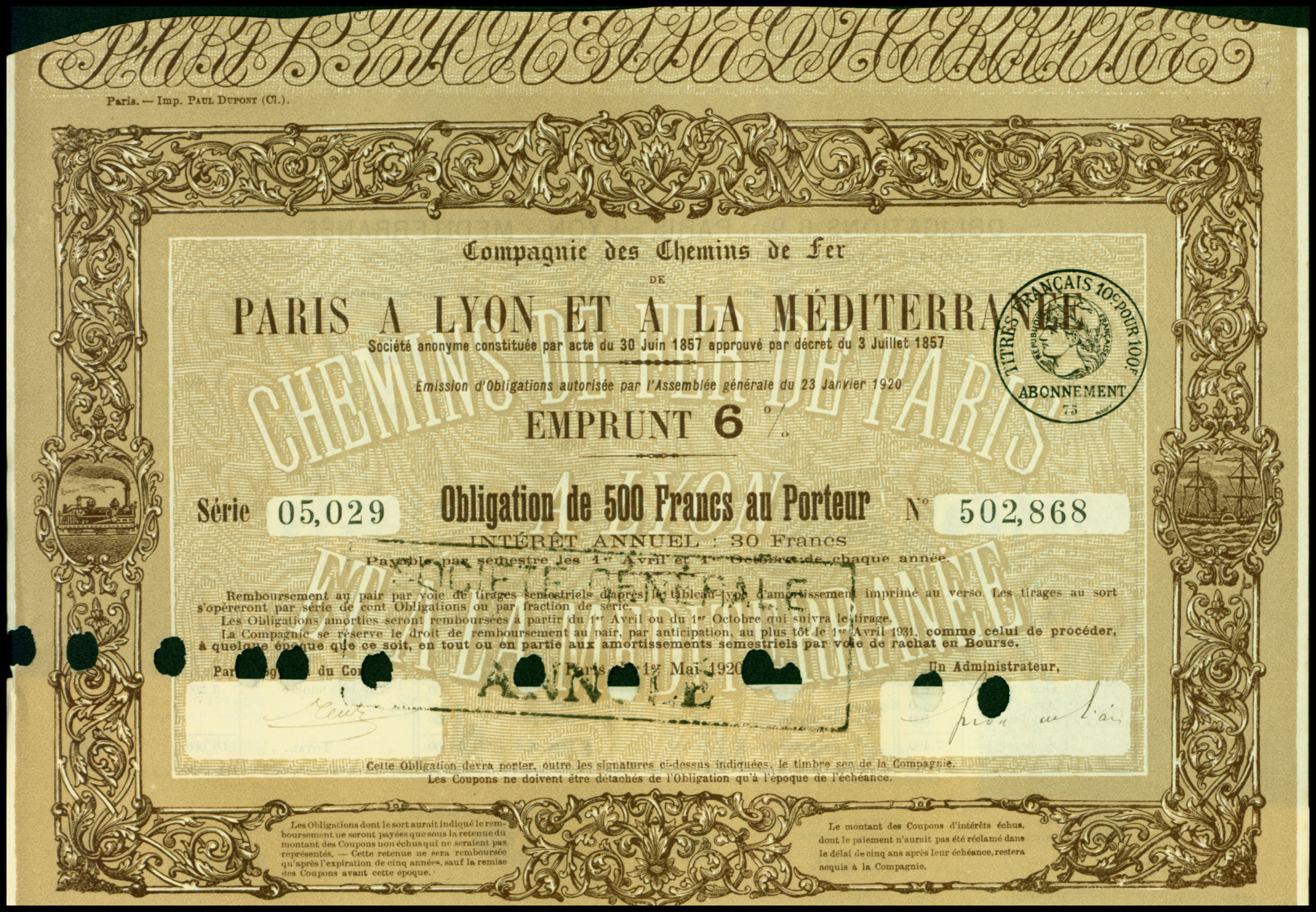
Obligation de la Compagnie en date du 1er mai 1920.

La ligne de Paris–Lyon à Marseille écoule un très important trafic, étant l'axe le plus chargé de France.
- Électrification expérimentale en 11 kV - 25 Hz de la section Grasse-Mouans Sartoux, en 1911.

Une crise interne ébranle le PLM en 1920 : un désaccord entre les dirigeants et le personnel a conduit à deux grèves importantes.
Le PLM commande du nouveau matériel au début des années 1920, mais ce n'est qu'en 1928 que son trafic atteint à nouveau les niveaux d'avant-guerre.
Des travaux importants de modernisation sont entrepris au début des années 1930 :
- en 1929, électrification de la ligne Chambéry – Saint-Jean-de-Maurienne – Modane, et vers le tunnel ferroviaire du Mont-Cenis ;
- renforcement de l'artère Paris – Lyon ;
- passage au block automatique lumineux dès 1935 ;
- électrification par caténaires 1 500 V continu du tronçon Culoz-Chambéry, en 1936 ;
- essais d'autorails, de locomotives à vapeur carénées et de puissantes locomotives diesel.

Le PLM est intégré à la SNCF le premier janvier 1938. À cette date, la ligne de Culoz à Modane (frontière) est la seule du réseau à être électrifiée, en 1 500 V continu.
- L'électrification Paris-Lyon figure déjà dans les projets, mais ne se réalise qu'après-guerre (1949-1952), en 1 500 V continu[7].

### Compagnies absorbées par le PLM
- Paris à Lyon
- Lyon à la Méditerranée
- Lyon à Genève

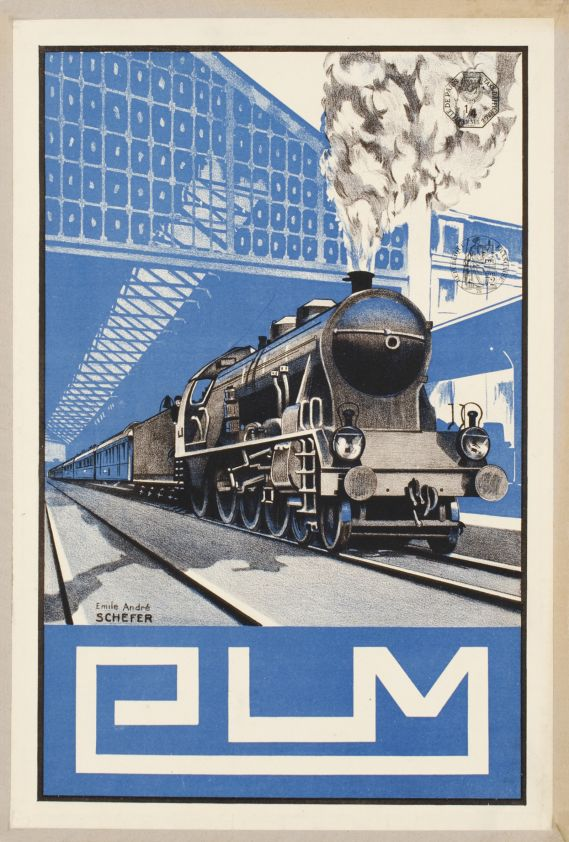
Affiche PLM par Émile André Schefer, vers 1925.

- Grand-Central de France (en partie)
- Compagnie des chemins de fer du Dauphiné
- Bessèges à Alais
- Belleville – Beaujeu
- Compagnie des Dombes et des chemins de fer du Sud-Est
- Alais – Méditerranée
- Actifs situés en France de la compagnie du chemin de fer Victor-Emmanuel
- Bonson – Saint-Bonnet-le-Château

### Activité touristique
L'intérêt des compagnies ferroviaires pour les stations balnéaires et de sports d'hiver s'exprime dès la fin du XIXe siècle. Dans le Cantal, le conseil général presse la Compagnie d'Orléans d'édifier un hôtel près de la gare, construit en 1898, l'"Hôtel du Lioran", qui deviendra l'"Hôtel des Touristes". Le directeur d'exploitation du PLM crée lui la Société des Chemins de Fer et Hôtels de Montagne des Pyrénées. La PLM devient célèbre pour ses affiches commerciales à installer dans les gares, qui font la promotion des destinations de leur trains dans les villes d'eaux, notamment les bienfaits des eaux et les monuments caractéristiques.

### Sections de chemins de fer de campagne
Pour organiser ses transports et les constructions et exploitations de lignes militaires, le ministère de la Guerre avait une direction dénommée : Direction des Chemins de fer de Campagne (D.C.F.C.). Le personnel des sections technique d'ouvriers de Chemins de fer de Campagne était recruté dans le personnel des réseaux, parmi les ingénieurs, employés et ouvriers au service des grandes compagnies et du réseau de l'État, soit volontaires, soit assujettis au service militaire par la loi de recrutement était réparti en dix sections formées de la manière suivante :
- 1re: P.L.M.
- 2e : P.L.M.

## Lignes du PLM
- Paris – Lyon – Marseille
- Lyon – Genève
- Saint-Étienne – Le Puy-en-Velay

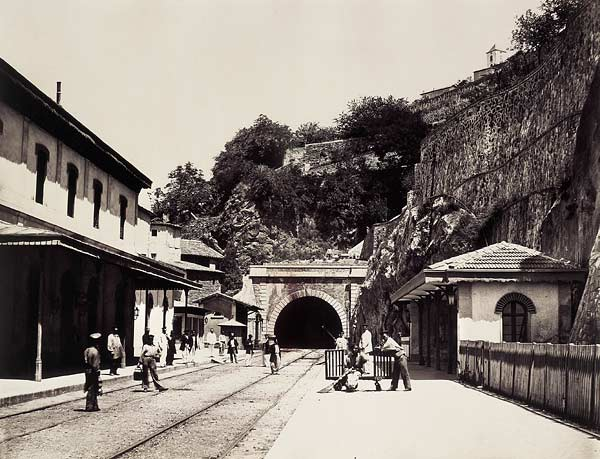
La gare de Vienne vers 1861, vue depuis le côté nord avec son souterrain.

- Saint-Étienne – Clermont-Ferrand par les Monts du Forez
- Alès – La Grand-Combe sur la Ligne des Cévennes, en parallèle à la précédente, conçue par l'ingénieur Charles Dombre
- Marseille – Vintimille
- Dijon – Vallorbe
- Dole – Besançon – Belfort
- Paray-le-Monial – Lyon (ligne de l'Azergues)
- Vichy – Riom
- Nice – Coni
- Chambéry – Saint-Jean-de-Maurienne – Modane (ligne de la Maurienne)
- Saint-Gervais – Chamonix – Vallorcine
- Collonges – Nyon (liaison transfrontalière de l'Ain vers la Suisse).
- Forcalquier – Volx

## Le PLM après 1938
En 1938, à la suite de la nationalisation du réseau du PLM au sein de la SNCF, la Compagnie poursuit son activité dans l'hôtellerie. En effet, le PLM avait développé une importante activité dans ce domaine, qui en faisait la première société hôtelière de France. La famille Rothschild, principal actionnaire, continue le développement de cette activité, souvent en collaboration avec la Compagnie internationale des wagons-lits.
La Compagnie des chemins de fer de Paris à Lyon et à la Méditerranée est finalement reprise par la Compagnie internationale des wagons-lits. En 2001, celle-ci est reprise par Accor.

## Matériel roulant
- 020 T PLM 7001 à 7005
- 220 PLM C 61 à C 180
- 221 PLM 2991 à 3000
- 231 PLM 6011 à 6030 & 6221 à 6285
- 231 PLM 6301 à 6480 et 181 à 230
- 242 AT PLM 1 à 120
- 242 CT PLM 1 à 50
- 151 PLM 1 à 10

## Personnalités du PLM
- Paulin Talabot (1799-1885), à l'origine de la création de la compagnie, directeur général de 1862 à 1882[10].
- Paul-Romain Chaperon (1808-1879), pionnier[11] du chemin de fer, ingénieur de la ligne de Strasbourg à Bâle. Sera directeur du PLM.
- Stéphane Dervillé (1848-1925), président du Conseil d'Administration de 1899 à 1925.
- Eugène Verlant (1867-1958), directeur d'exploitation de 1919 à 1932[12].
- Louis-Jules Bouchot (1817-1907) architecte de la compagnie[13] réalise notamment les gares PLM de Nice, Toulon et Avignon.
- Paul Séjourné (1851-1939), chef du service des constructions (1909) puis Directeur-adjoint (1919-1927).
- Edmond Bouley (1854-1932), médecin du PLM pendant 30 ans.
- Hubert Beuve-Méry (1902-1989), commis aux écritures en 1920.

## Affiches du PLM

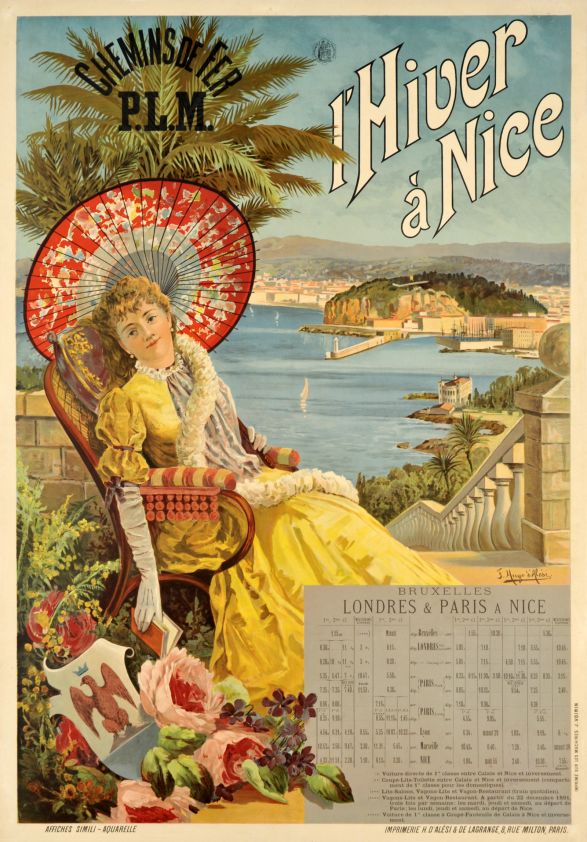
Affiche « L'hiver à Nice », par Hugo d'Alesi, 1892.

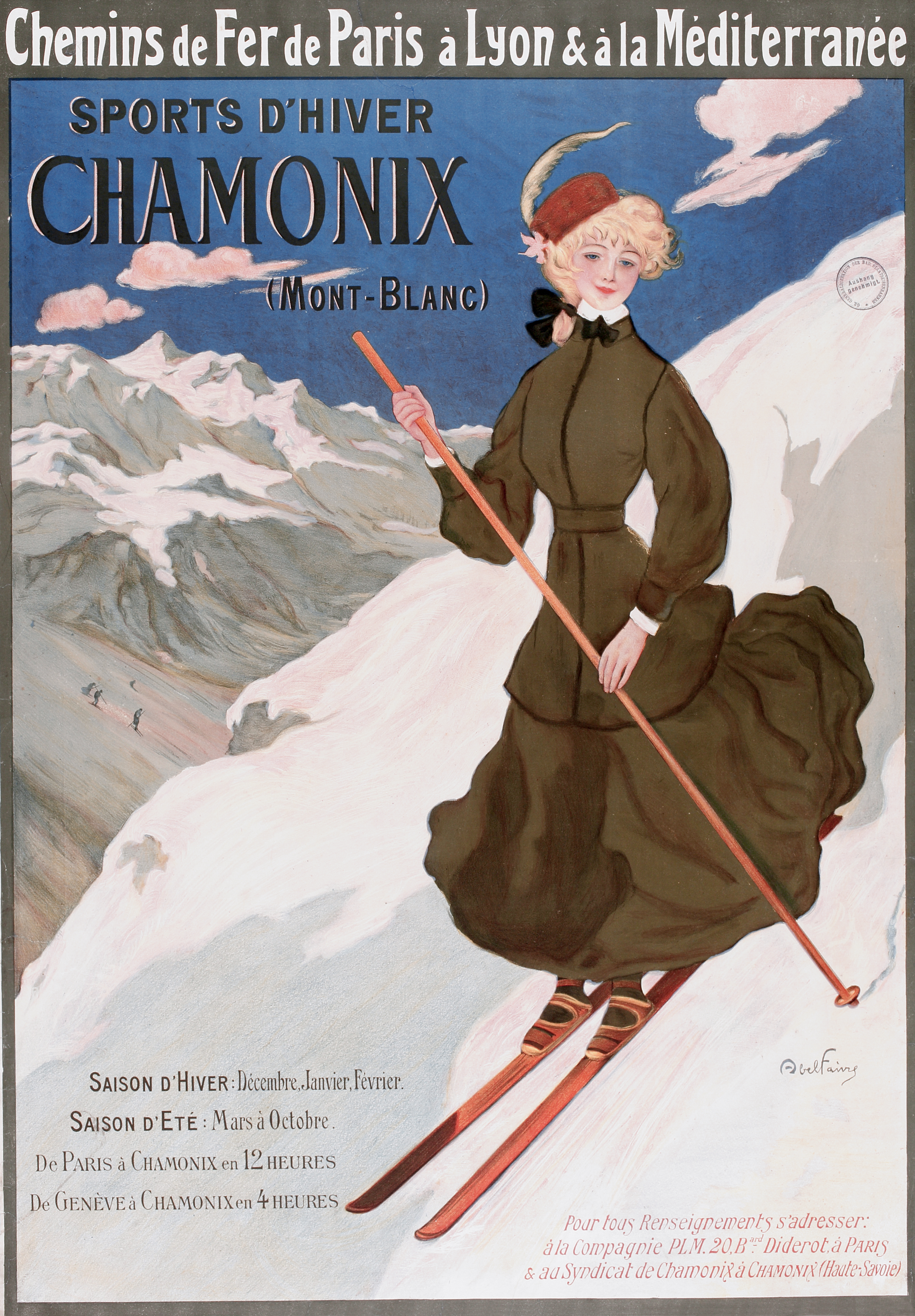
Affiche « Sports d'hiver. Chamonix (Mont-Blanc) », par Abel Faivre, 1905.

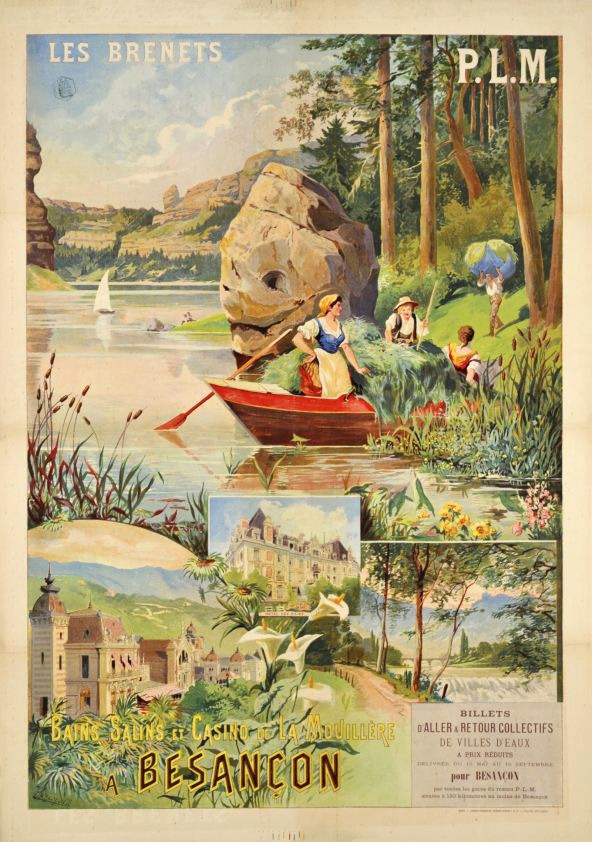
Affiche « Besancon - Les Brenets », par Henry Ganier, 1905.

La compagnie du PLM a, au fil des ans, publié de très nombreuses affiches faisant la promotion de ses itinéraires et sites touristiques. De nombreux artistes ont travaillé sur celles-ci, tels Abel Faivre, Hugo d'Alesi, Henry Ganier, Émile André Schefer, Roger Broders.

## Objets commémoratifs
Les compagnies antérieures à la constitution du PLM et la compagnie PLM elle-même ont édité des médailles à l’occasion d’événements ayant jalonné leur histoire. On peut citer :
- 1826 : jeton de présence de la compagnie de Saint-Étienne à Lyon [1er modèle] ;
- 1826 : jeton de présence de la compagnie de St-Étienne à Lyon [2d modèle] ;
- 1836 : mine de la Grand’Combe et chemins de fer du Gard ;
- 1841 : jeton de présence au conseil d’administration de la compagnie d’Andrézieux à Roanne ;
- 1842 : Montpellier à Nîmes (viaduc de Nîmes, pose de la 1re pierre) ;
- 1843 : ligne de Paris à Lyon (traversée de Dijon, viaduc de la porte d’Ouche)
- 1843 : ligne de Marseille à Avignon [1er modèle] ;
- 1843 : ligne de Marseille à Avignon [2d modèle] ;
- 1844 : jeton de présence au conseil d’administration de la compagnie de Marseille à Avignon ;
- 1851 : inauguration de la ligne de Paris à Dijon ;
- 1853 : ligne de jonction du Rhône à la Loire ;
- 1854 : inauguration de la ligne de Chalon à Lyon ;
- 1855 : inauguration du pont sur le Rhône à Lyon ;
- 1857 : chemin de fer de Dole à Salins ;
- 1857 : chemin de fer de Mâcon à Genève ;
- 1858 : inauguration de la ligne de Lyon à Genève ;
- 1907 : cinquantenaire de la fondation du PLM ;
- sd (vers 1840) : mine de la Grand’Combe et chemins de fer du Gard (hommage aux fondateurs) ;
- sd (vers 1900) : jeton de présence au conseil d’administration du PLM.

L’ouvrage édité par le PLM au début du XXe siècle pour sa propre gloire mentionne, sous la forme d’une image récapitulative, quelques-unes de ces médailles.

## Identité visuelle

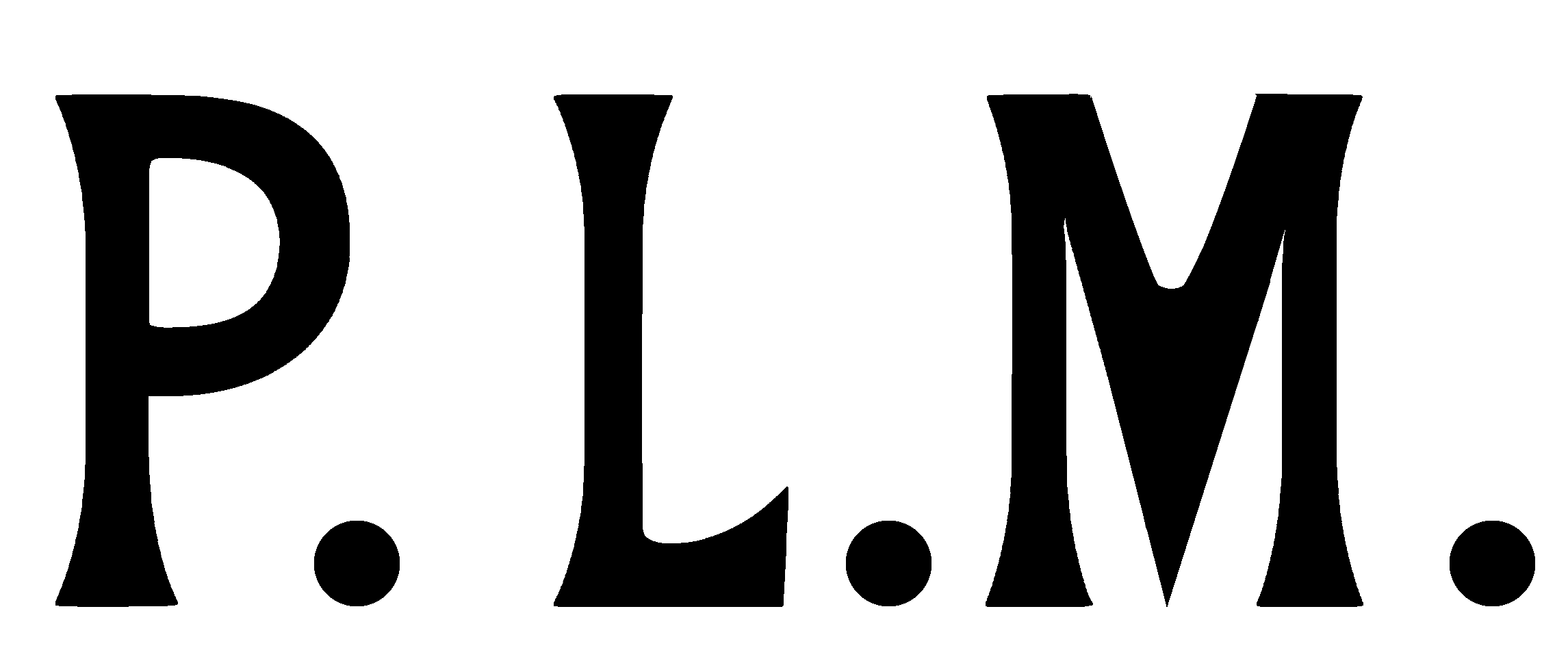
Logo vers 1905.
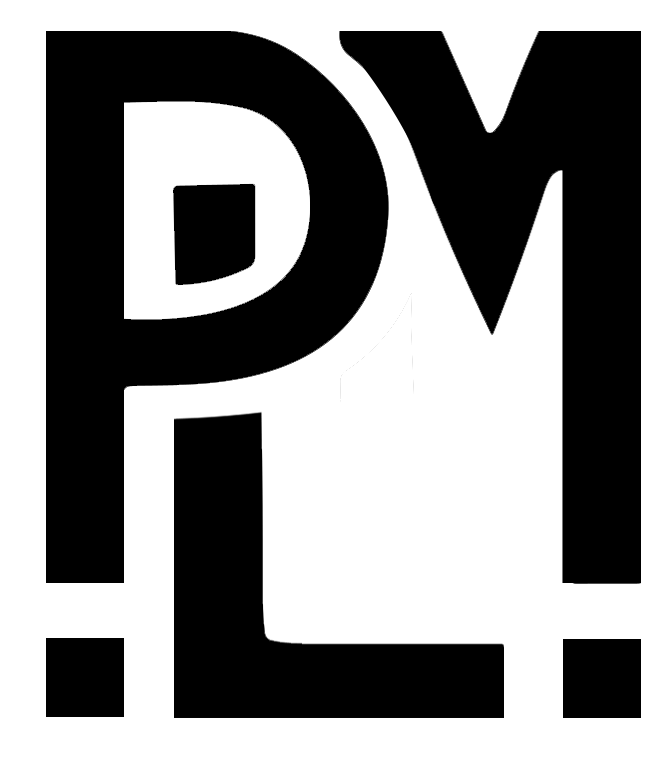
Logo vers 1908.
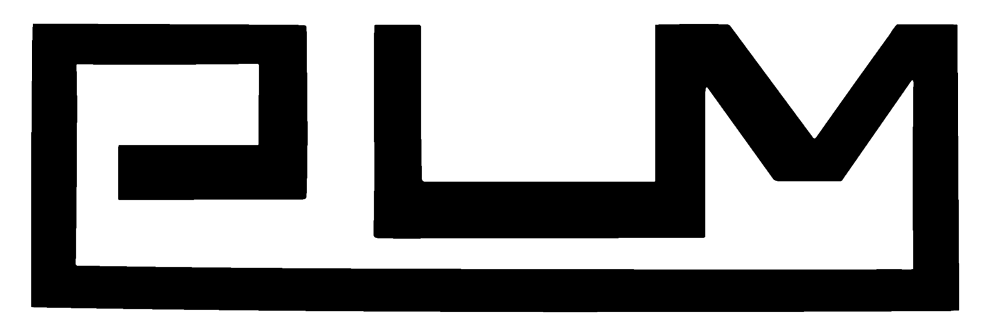
Logo vers 1925.
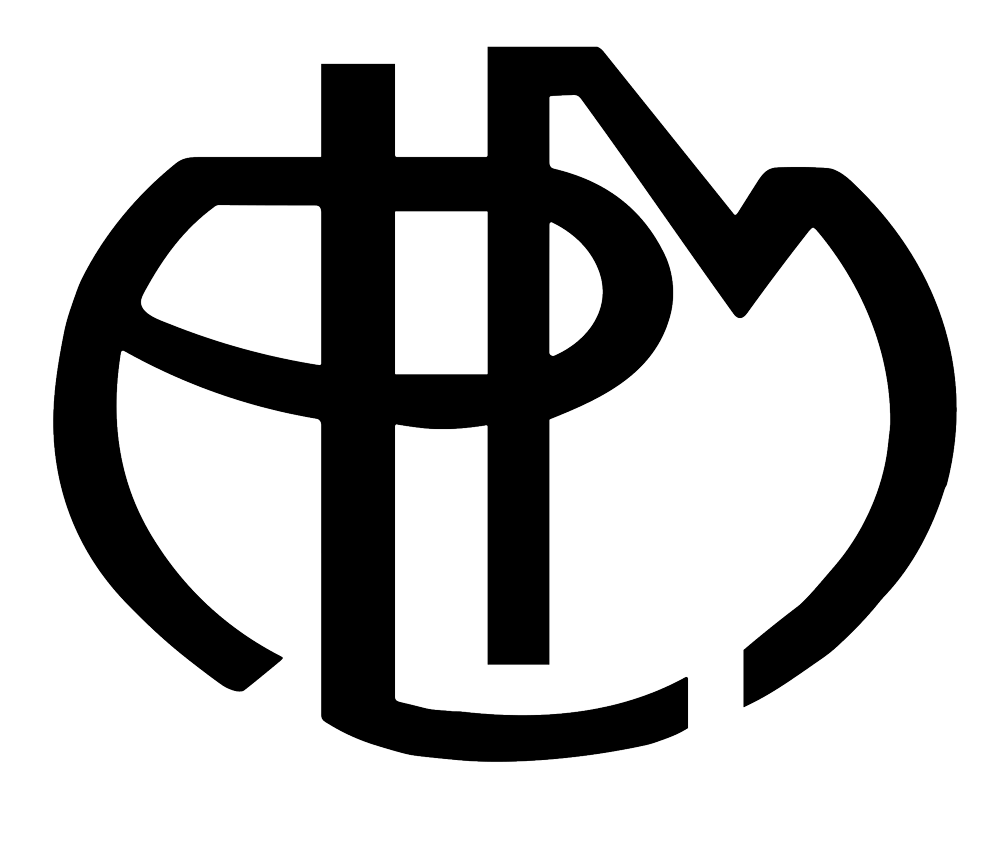
Logo vers 1930.